# منوبلي

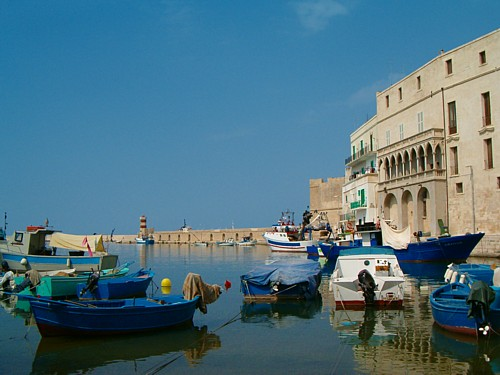
الميناء

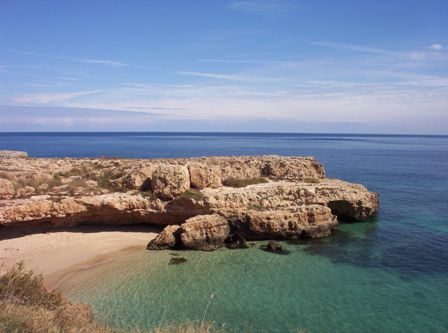
ساحل مونوبولي

منوبلي أو مونوبولي (بالإيطالية: Monopoli)‏ مدينة جنوب إيطاليا في مقاطعة باري في مقاطعة بولية، تبعد 45 كم جنوب شرق مدينة باري على ساحل بحر البنادقة، جاء اسمها من الإغريقية monos-polis التي تعني المدينة الوحيدة، عدد سكانها 49.573 نسمة.
قال فيها الادريسي: «ومنوبلي مدينة صغيرة متحضرة».

## السكان
في سنة 1861 بلغ عدد السكان 17٬505 نسمة، وتطور العدد ليصل في سنة 2011 لـ 48٬529 نسمة.
يظهر هذا المخطط البياني تطور النمو السكاني لـ منوبلي 

## توأمة
لمونوبولي (بوليا) اتفاقيات توأمة مع كل من:
- فلوره
- لوس (24 سبتمبر 1983 -)[9]
- لوغوج (18 أبريل 2007 -)[9]

## أعلام
- جياندومينيكو ميستو
- باولو لونجو